# Martin Ingvarsson
Bengt Martin Niklas Ingvarsson (Hässleholm, 9 december 1965) is een voormalig voetbalscheidsrechter uit Zweden. Hij maakte in 1993 zijn debuut in de hoogste afdeling van het Zweedse profvoetbal, de Allsvenskan, nadat hij een jaar eerder al zijn opwachting had gemaakt in de op een na hoogste divisie, de Superettan. Van 1997 tot 2010 was Ingvarsson tevens actief als FIFA-scheidsrechter en in die hoedanigheid leidde hij in totaal veertien interlands.

## Interlands
| Datum      | Plaats     | Wedstrijd                   | Uitslag | Competitie        | Kreeg geel | Kreeg voor de tweede keer geel en dus rood | Weggestuurd |
| ---------- | ---------- | --------------------------- | ------- | ----------------- | ---------- | ------------------------------------------ | ----------- |
| 04.06.1998 | Tallinn    | Estland – Faeröer           | 5 – 0   | EK-kwalificatie   | 2          | 0                                          | 1           |
| 10.03.1999 | Boedapest  | Hongarije – Bosnië en Herz. | 1 – 1   | Vriendschappelijk | 6          | 0                                          | 0           |
| 18.08.1999 | Tórshavn   | Faeröer – IJsland           | 0 – 1   | Vriendschappelijk | 4          | 0                                          | 1           |
| 24.03.2001 | Osijek     | Kroatië – Letland           | 4 – 1   | WK-kwalificatie   | 5          | 0                                          | 0           |
| 21.08.2002 | Szczecin   | Polen – België              | 1 – 1   | Vriendschappelijk | 1          | 0                                          | 0           |
| 27.05.2003 | Edinburgh  | Schotland – Nieuw-Zeeland   | 1 – 1   | Vriendschappelijk | 0          | 0                                          | 0           |
| 03.07.2003 | Valga      | Estland – Litouwen          | 1 – 5   | Baltic Cup        | 2          | 0                                          | 0           |
| 05.07.2003 | Tallinn    | Estland – Letland           | 0 – 0   | Baltic Cup        | 2          | 0                                          | 0           |
| 19.11.2003 | Leiria     | Portugal – Koeweit          | 8 – 0   | Vriendschappelijk | 1          | 0                                          | 0           |
| 28.04.2004 | Kopenhagen | Denemarken – Schotland      | 1 – 0   | Vriendschappelijk | 2          | 0                                          | 0           |
| 24.05.2006 | Dublin     | Ierland – Chili             | 0 – 1   | Vriendschappelijk | 6          | 0                                          | 0           |
| 28.03.2007 | Boedapest  | Hongarije – Moldavië        | 2 – 0   | EK-kwalificatie   | 5          | 0                                          | 0           |
| 01.04.2009 | Sofia      | Bulgarije – Cyprus          | 2 – 0   | WK-kwalificatie   | 5          | 0                                          | 0           |
| 12.08.2009 | Tallinn    | Estland – Brazilië          | 0 – 1   | Vriendschappelijk | 8          | 1                                          | 0           |